# Szudziałowo
Szudziałowo è un comune rurale polacco del distretto di Sokółka, nel voivodato della Podlachia.
Ricopre una superficie di 301,64 km² e nel 2004 contava 3 517 abitanti.